# Isosuo ja Iso Kukkosuo
Isosuo ja Iso Kukkosuo este o arie protejată (arie specială de conservare — SAC, sit de importanță comunitară — SCI) din Finlanda întinsă pe o suprafață de 335 ha, integral pe uscat.

## Localizare
Centrul sitului Isosuo ja Iso Kukkosuo este situat la coordonatele 64°52′49″N 28°23′48″E / 64.8803°N 28.3967°E.

## Înființare
Situl Isosuo ja Iso Kukkosuo a fost declarat sit de importanță comunitară în august 1998 pentru a proteja un număr necunoscut de specii din flora spontană și fauna sălbatică aflate în arealul zonei. Situl a fost protejat și ca arie specială de conservare în aprilie 2015.

## Biodiversitate
Situată în ecoregiunea boreală, aria protejată conține 9 habitate naturale: Mlaștini împădurite, Lacuri și iazuri distrofice naturale, Râuri naturale fino-scandinave, Cursuri de apă de la nivel de câmpie la nivel montan, cu vegetație Ranunculion fluitantis și Callitricho-Batrachion, Turbării active, Mlaștini turboase de tranziție și turbării mișcătoare, Mlaștini alcaline, Turbării Aapa, Taiga vestică.
La baza desemnării sitului se află un număr nedeclarat de specii protejate.
Pe lângă speciile protejate, pe teritoriul sitului au mai fost identificate 1 specie de păsări.